# Knodus longus
Knodus longus es una especie de pez de la familia Characidae en el orden de los Characiformes.

## Morfología
Los machos pueden llegar alcanzar los 4,6 cm de longitud total.

## Hábitat
Vive en zonas de alta altitud.

## Distribución geográfica
Se encuentran en Sudamérica: río Warinilla (Andes de Bolivia ).